# عربة صقلية

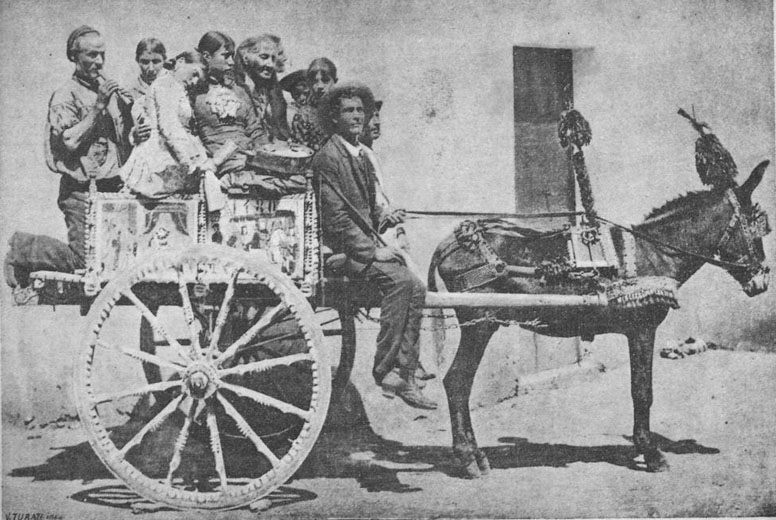
عربة صقلية التقطت صورتها عام 1890

العربة الصقلية (بالإيطالية: carretto Siciliano)‏ هي عربة مزخرفة ومبهرجة يجرها حصان أو حمار أصلية في جزيرة صقلية في إيطاليا.